# Филология
Филоло́гия (от др.-греч. φιλολογία, люблю (филео) + слово (логос), букв. «любовь к слову») — совокупность наук (языкознания, текстологии, литературоведения, источниковедения, палеографии и др.), изучающих культуру народа, выраженную в языке и литературном творчестве.
Лингвистика не всегда включается в филологию: во-первых, лингвистика не обязательно исследует тексты, во-вторых, не всегда затрагивает культурологическую сторону вопроса (хотя связь языка и культуры — актуальная лингво-философская проблема); для лингвистики характерна бо́льшая близость к точным наукам, чем для других дисциплин, традиционно относимых к филологии. В России лингвистика (в том числе общее языкознание) обычно изучается на факультетах, именуемых филологическими; в западноевропейских странах и в Америке под филологией подразумевают изучение древних (классическая филология) и средневековых текстов, а изучение языков и особенно теории языка считается отдельной дисциплиной.

## История филологии в России
Российская филология — довольно молодая отрасль науки о языке. Слово «филология» вообще не встречается у М. В. Ломоносова, но оригинально обсуждается у В. К. Тредиаковского: «…полуденного солнца яснее, что вся вообще филология … самою вещию есть токмо что элоквенция», которая «управляет, умножает, утверждает…, повсюду сияет и объединяет все науки и знания, ибо все они токмо чрез элоквенцию говорят».
Словесные науки стали именоваться «филологическими» в России только в середине XIX века. Сначала был назван историко-филологическим факультет СПбГУ (до 1850 г. факультет исторических и словесных наук), потом К. П. Зеленецкий написал «Введение в общую филологию» в 1853 г, но все эти события касались только малой части исследователей, а вот популяризация филологии и внедрение научных достижений в широкие массы связаны с изданием журнала «Филологические записки» под редакцией А. А. Хованского, долгое время остававшимся единственным специализированным изданием, пока в 1879 году в Варшаве не открылся «Русский филологический вестник».

### В Советском союзе
В послевоенное время (1948) некоторые советские филологи стали жертвами кампании по борьбе с космополитизмом.

## Обзор различных дисциплин
1. Классическая филология:
  - литература Ветхого Завета
  - византинистика
  - гебраистика
  - классическая филология
    - грецистика[нем.]
    - латинистика[нем.]

  - этрускология
  - средневековая литература
2. Современная филология
  - американистика (филология народов Северной Америки)
  - латиноамериканистика (Центральная и Южная Америка)
  - англистика
  - балканистика (в том числе албанистика, болгаристика, македонистика и сербистика)
  - балтистика
  - германистика
  - кавказоведение (в том числе абазиноведение, абхазоведение, адыговедение, арменистика, картвелология, черкесоведение)
  - кельтология
  - новогрецистика[нем.]
  - романистика
  - славистика
  - скандинавистика
  - финно-угроведение (в основном феннистика)
3. Востоковедение и африканистика
  - филология древних языков Ближнего Востока (в том числе ассириология)
  - арабистика
  - арменистика
  - африканистика
  - эфиопистика
  - дравидистика[нем.] (дравидология)
  - египтология
  - индология
  - иранистика (в том числе таджиковедение)
  - иудаика
  - тюркология (в том числе османистика и хакасоведение)
  - филология малых народов Севера (североведение; в том числе якутоведение и юкагироведение)
  - монголоведение
  - корееведение
  - синология (китаистика)
  - тибетология
  - филология Юго-Восточной Азии (в том числе вьетнамоведение и таистика)
  - японоведение
4. Филология Австралии / Океании